# Wilma D'Eusebio
Wilma D'Eusebio, all'anagrafe Vilma Deusebio (Torino, 9 aprile 1931 – Torino, 8 febbraio 2008), è stata un'attrice e cabarettista italiana.

## Biografia
Wilma D'Eusebio nacque a Torino nel 1931 e fu attiva nei teatri cittadini con il regista Massimo Scaglione e con il cantante e attore Gipo Farassino. Studiò recitazione alla scuola del Piccolo Teatro di Torino. Nel 1958, con altri giovani attori torinesi, partecipò alla fondazione del Teatro delle Dieci, i cui spettacoli, di tipo sperimentale, erano diretti da Massimo Scaglione. Raggiunse la fama sul piccolo schermo con gli sceneggiati Racconti del cinquantenario della vittoria 1915-1918 nel 1968, Mozart in viaggio verso Praga nel 1974 e Uova fatali nel 1977. Fu anche attrice cinematografica, radiofonica e di cabaret.
Morì per un tumore ai polmoni nel 2008 a 75 anni.

## Vita privata
Era madre dell'attore e doppiatore Paolo Marchese e moglie dell'attore Bob Marchese.

## Filmografia

### Cinema
- Uccidere in silenzio, regia di Giuseppe Rolando (1972)
- Amore e ginnastica, regia di Luigi Filippo D'Amico (1973)
- La medaglia, regia di Sergio Rossi (1997)

### Televisione
- La giustizia, di Giuseppe Dessì, regia di Giacomo Colli, trasmesso il 27 novembre 1961.
- I tre diavoli, di Giancarlo Testoni, regia di Alvise Sapori, 25 novembre 1966.
- Addio, mia bella, addio, di Luigi Gramegna, regia di Lino Procacci, 31 gennaio 1967.
- I ragazzi del '99, originale televisivo di Germano Arendo, regia di Alvise Sapori, 4 novembre 1968.
- Il tesoro in soffitta, dal romanzo di Renata Paccarié, regia di Marcello Sartarelli, 4 e 11 dicembre 1968.
- La nuora, di David Herbert Lawrence, regia di Edmo Fenoglio, 9 settembre 1969.
- Le avventure di Tyl Ulenspiegel, di Tito Benfatto e Nico Orengo, regia di Alessandro Brissoni, puntata del 23 dicembre 1969.
- Marcovaldo, dai racconti di Italo Calvino, regia di Giuseppe Bennati, 29 maggio 1970.
- Il fanciullo stella, di Elisabetta Schiavo, regia di Vittorio Brignole, 7 ottobre 1970.
- I Buddenbrook, dal romanzo di Thomas Mann, regia di Edmo Fenoglio, 7 puntate, dal 21 febbraio al 4 aprile 1971.
- Il carteggio Aspern, di Michael Redgrave, regia di Sandro Sequi, 7 gennaio 1972.
- Come a teatro, di Françoise Dorin, regia di Marcello Aliprandi, 28 luglio 1972.
- Oro matto, di Silvio Giovaninetti, regia di Raffaele Meloni, 6 ottobre 1972.
- Il signore e la signora Barbablù di Gerald Vernier, trasmessa dal Secondo programma il 15 giugno 1973
- Drolarìe, di Fulberto Alarni, regia di Massimo Scaglione, 14 agosto 1973.
- Le tigri di Mompracem, dal romanzo di Emilio Salgari, riletto e diretto da Ugo Gregoretti, 19 febbraio 1974.
- Mozart in viaggio verso Praga, dal racconto di Eduard Mörike, regia di Stefano Roncoroni, 28 maggio 1974.
- I piccoli fastidi (I pcit fastidi), di Federico Garelli, regia di Massimo Scaglione, 22 agosto 1974.
- Quaranta giorni di libertà, di Luciano Codignola, regia di Leandro Castellani, 3 puntate, dal 26 novembre al 10 dicembre 1974.
- Albert Einstein, di Alberto Gozzi e Nico Orengo, regia di Massimo Scaglione, 11 aprile 1975.
- I ladri dell'onore, dal romanzo di Carolina Invernizio, regia di Ugo Gregoretti, 4 dicembre 1975.
- La freccia nel fianco, dal romanzo di Luciano Zuccoli, regia di Ugo Gregoretti, 18 dicembre 1975.
- Jean-Henri Fabre: viaggio nel mondo della natura, di Tito Benfatto e Nico Orengo, regia di Massimo Scaglione, 19 maggio 1976.
- Il bagno di Vladimir Vladimirovič Majakovskij, regia di Mario Missiroli, trasmessa dal Secondo canale l'8 febbraio 1977.
- Uova fatali, dal romanzo di Michail Bulgakov, regia di Ugo Gregoretti, 2 puntate, 27 febbraio e 6 marzo 1977.
- Una donna uccisa con la dolcezza, di Thomas Heywood, regia di Sandro Sequi, 15 aprile 1978.
- La casta fanciulla di Cheapside, di Thomas Middleton, regia di Ugo Gregoretti, in 2 parti, 23 e 24 gennaio 1979.
- La vedova e il piedipiatti, episodio Sardine in scatola, regia di Mario Landi, 17 luglio 1979.
- Bel Ami, dal romanzo di Guy de Maupassant, regia di Sandro Bolchi, 4 puntate, dal 23 novembre al 14 dicembre 1979.
- Vita di Antonio Gramsci, sceneggiato in 4 parti, regia di Raffaele Maiello, dal 14 gennaio al 4 febbraio 1981.
- Buonasera con... Aldo e Carlo Giuffré, testi di Leo Chiosso e Sergio D'Ottavi, regia di Angelo Zito, 25 puntate, dal 14 ottobre all'11 novembre 1981.
- Ij mal nutrì, di Mario Leoni, regia di Massimo Scaglione, 5 marzo 1982.
- Viaggio a Goldonia, scritto e diretto da Ugo Gregoretti, 3ª puntata, 30 marzo 1982.
- The World Cup: A Captain's Tale, regia di Tom Clegg, ITV, 14 giugno 1982.
- Le tre capitali, regia di Edmo Fenoglio, 20 agosto 1982.
- Sogno di una notte di mezza estate, di William Shakespeare, regia di Massimo Scaglione, 12 agosto 1983.
- Una nuvola d'ira, dal romanzo di Giovanni Arpino, regia di Massimo Scaglione, 19 maggio 1984.
- Balliamo e cantiamo con Licia, regia di Francesco Vicario, Italia 1, 5 puntate su 36, dal 29 febbraio all'11 marzo 1988.
- Passioni, regia di Riccardo Donna, 100 puntate, dal 9 gennaio al 30 maggio 1989.
- La coppia aperta, di Dario Fo e Franca Rame, 21 agosto 1989.
- Cri Cri, episodio Le ziette, regia di Francesco Vicario, Italia 1, 12 dicembre 1990.
- La donna del mare, di Henrik Ibsen, regia di Gianni Serra, 27 settembre 1993.

## Prosa radiofonica
- Una lettera per Gianni, radiodramma di Piero Castellano, regia di Eugenio Salussolia, trasmesso il 3 dicembre 1960.
- Telefonata nel pomeriggio, radiodramma di Alfio Valdarnini, regia di Giacomo Colli, 24 aprile 1961.
- Il ponte di San Luis Rey, di Thornton Wilder, regia di Ernesto Cortese, 5 puntate, dal 14 al 28 luglio 1963.
- Il sogno dello zio, dal romanzo di Fëdor Dostoevskij, regia di Umberto Benedetto, 20 febbraio 1964.
- Eleonora d'Arborea, dal romanzo di Giuseppe Dessì, regia di Giacomo Colli, 3 aprile 1964.
- Taras Bul'ba, dal racconto di Nikolaj Gogol', regia di Ernesto Cortese, 22 ottobre 1964.
- Maribel e una famiglia singolare, di Miguel Mihura, regia di Alessandro Brissoni, 4 aprile 1965.
- Abramo, radiodramma di Virgilio Melchiorre, regia di Francesco Dama, 19 aprile 1965.
- Il caporale di settimana, di Paulo Fambri, regia di Flaminio Bollini, 27 luglio 1965.
- Le sorelle Materassi, dal romanzo di Aldo Palazzeschi, regia di Carlo Di Stefano, 7 puntate, dal 22 novembre al 12 dicembre 1965.
- Un osso di morto, dal racconto di Igino Ugo Tarchetti, regia di Ernesto Cortese, 3 dicembre 1965.
- Noia autunnale, di Nikolaj Alekseevič Nekrasov, regia di Massimo Scaglione, 30 dicembre 1965.
- Collegio fenmminile, dal romanzo di Charlotte Brontë, regia di Ernesto Cortese, 5 puntate, dal 17 al 31 gennaio 1966.
- La collana, dal racconto di Guy de Maupassant, regia di Ernesto Cortese, 11 febbraio 1966.
- Fumo, dal romanzo di Ivan Turgenev, regia di Pietro Masserano Taricco, 7 puntate, dal 6 al 27 giugno 1966.
- Lunga notte di Medea, di Corrado Alvaro, regia di Giacomo Colli, 12 dicembre 1966.
- Pensaci, Giacomino!, di Luigi Pirandello, regia di Giacomo Colli, trasmessa il 3 gennaio 1967.
- Troppo tardi, radiodramma di André Charmel, regia di Ernesto Cortese, 14 febbraio 1967.
- Le spiagge della luce, di Giuseppina Bottino, regia di Vera Bertinetti, 21 marzo 1967.
- L'adolescente, dal romanzo di Fëdor Dostoevskij, regia di Giacomo Colli, 5 puntate, dal 22 maggio all'8 giugno 1967.
- Margherita Pusterla, dal romanzo di Cesare Cantù, regia di Carlo Di Stefano, 15 puntate, dal 7 al 25 agosto 1967.
- La signora Smitty, dal romanzo di Georges Simenon, regia di Ernesto Cortese, 7 puntate, dal 28 agosto al 5 settembre 1967.
- Consuelo, dal romanzo di George Sand, regia di Marco Visconti, 15 puntate, dal 9 al 27 ottobre 1967.
- Così è la vita, radiodramma di Charles Cordier, regia di Massimo Scaglione, 10 ottobre 1967.
- Sherlock Holmes ritorna, di Arthur Conan Doyle e Michael Hardwick, regia di Guglielmo Morandi, 7 novembre 1967.
- Madamin, di Gian Domenico Giagni e Virgilio Sabel, regia di Gian Domenico Giagni, 20 puntate, dal 20 novembre al 15 dicembre 1967.
- L'Opera dei mendicanti, di John Gay, musica di Benjamin Britten, direttore Ferruccio Scaglia, 21 marzo 1968.
- Non è il caso di fare discussioni, radiodramma di Don Haworth, regia di Massimo Scaglione, 13 maggio 1968.
- La bella addormentata nel bosco, musica di Ottorino Respighi, direttore Arturo Basile, 14 maggio 1968.
- Ballo in maschera al Semiramis, dal romanzo di A. E. W. Mason, regia di Ernesto Cortese, 5 puntate, dal 21 al 25 ottobre 1968.
- Vita di Poco, di Fulvio Longobardi e Giorgio Pressburger, regia di Giorgio Pressburger, 18 novembre 1968.
- Un tale che passa, di Gherardo Gherardi, regia di Ernesto Cortese, 5 marzo 1969.
- Calamity Jane, originale radiofonico di Mario Guerra e Vittoriano Vighi, regia di Vilda Ciurlo, 15 puntate, dal 2 al 20 giugno 1969.
- Il Gattopardo, dal romanzo di Giuseppe Tomasi di Lampedusa, regia di Umberto Benedetto, 6 puntate, dal 4 ottobre all'8 novembre 1969.
- La Certosa di Parma, dal romanzo di Stendhal, regia di Giacomo Colli, 10 puntate, dal 22 novembre 1969 al 23 gennaio 1970.
- E l'inferno, Isabelle?, di Jacques Deval, regia di Gastone Da Venezia, 14 gennaio 1970.
- Pantagruele, dal romanzo di François Rabelais, regia di Carlo Quartucci, 10 puntate, dal 31 maggio al 2 agosto 1970.
- Cenere per le sorelle Flynn, da un racconto di James Joyce, regia di Massimo Scaglione, 2 settembre 1970.
- Eugenia Grandet, dal romanzo di Honoré de Balzac, regia di Ernesto Cortese, 15 puntate, dal 14 settembre al 2 ottobre 1970.
- Gli uccelli, dal racconto di Daphne du Maurier, regia di Biagio Proietti, 23 ottobre 1971.
- L'illusione, dal romanzo di Federico De Roberto, regia di Carlo Di Stefano, 6 puntate, dal 3 ottobre al 7 novembre 1971.
- Aurelia o l'illusione, di Massimo Dursi, regia di Massimo Scaglione, 24 novembre 1971.
- Quo vadis?, dal romanzo di Henryk Sienkiewicz, regia di Ernesto Cortese, 20 puntate, dal 13 dicembre 1971 al 7 gennaio 1972.
- Adesso che lo sai, radiodramma di David Campton, regia di Gastone Da Venezia, 26 gennaio 1972.
- La principessa Tarakanova, originale radiofonico di Antonietta Drago, regia di Ernesto Cortese, 15 puntate, dal 3 al 23 febbraio 1972.
- Nel fosco fin del secolo morente, di Emilio Jona e Sergio Liberovoci, regia di Massimo Scaglione, 5 marzo 1972.
- Una casa per Martin, dal romanzo Hanno assassinato Mozart di Gilbert Cesbron, regia di Massimo Scaglione, 10 puntate, dal 16 al 29 marzo 1972.
- Un albero cresce a Brooklyn, dal romanzo di Betty Smith, regia di Ernesto Cortese, 15 puntate, dall'8 al 26 maggio 1972.
- Crueland, radiodramma di Hubert Wiedfeld, regia di Sandro Rossi, 6 giugno 1973.
- La trovata, radiodramma di Pier Benedetto Bertoli, regia di Massimo Scaglione, 11 luglio 1973.
- Guerra e pace, di Lev Tolstoj, regia di Vittorio Melloni, 40 puntate, dal 4 marzo al 26 aprile 1974.
- A lieto fine, di Douglas Turner Ward, regia di Massimo Scaglione, 17 maggio 1974.
- L'ospite inatteso, originale radiofonico di Enrico Roda, regia di Ernesto Cortese, 15 puntate, dal 4 al 22 novembre 1974.
- Fiesta, dal romanzo di Ernest Hemingway, regia di Vittorio Melloni, 15 puntate, dal 6 al 24 gennaio 1975.
- Il primo allarme, radiodramma di Edith Bruck, regia di Silvio Maestranzi, 25 marzo 1975.
- La donna sola, di Eugène Brieux, regia di Marco Parodi, 9 aprile 1975.
- Una questione privata, dal romanzo di Beppe Fenoglio, regia di Marcello Sartarelli, 12 puntate, dal 21 aprile al 6 maggio 1975.
- Il caso di Simone Mercier, radiodramma di Eva Franchi, regia di Massimo Scaglione, 29 aprile 1975.
- Giuseppe Mazzini, di Tito Benfatto e Gian Piero Bona, regia di Massimo Scaglione, 15 puntate, dal 25 agosto al 12 settembre 1975.
- Kierkegaard e il seduttore, radiodramma di Vico Faggi, regia di Massimo Scaglione, 31 ottobre 1975.
- Abu Hassan, musica di Carl Maria von Weber, 15 novembre 1975.
- Gesù secondo Dreyer, di Carl Theodor Dreyer, regia di Massimo Scaglione, 10 puntate, dal 5 al 16 aprile 1976.
- Il giro di vite, dal racconto di Henry James, regia di Giuseppe Rocca, 30 aprile 1976.
- Trapianto, confusione e analisi ovvero «Le colpe, i colpevoli», scritto e diretto da Giorgio Bandini, 4 maggio 1977.
- Ollantay, dramma inca del XV secolo, regia di Julio Zuloeta, 30 ottobre 1977.
- Maama, di Kwesi Kay, regia di Marco Lami, 3 dicembre 1977.
- Storia di Genji, il principe splendente, dal romanzo di Murasaki Shikibu, regia di Gianni Casalino, dal 26 dicembre 1977 al 12 gennaio 1978.
- Memorie del mondo sommerso, dalla trilogia di Corrado Alvaro, regia di Marco Parodi, 10 puntate, dall'11 al 22 febbraio 1978.
- Per una luna migliore, racconto di Ennio Flaiano, regia di Massimo Scaglione, 28 giugno 1978.
- È vietato manovrare i fascicoli, radiodramma di Luigi Quattrucci e Paola Marchetti, regia di Ernesto Cortese, 20 ottobre 1978.
- Il bagno, di Vladimir Majakovskij, regia di Mario Missiroli, 23 ottobre 1978.
- Corinna e Adolfo, originale radiofonico di Giovanni Guaita, regia di Guglielmo Morandi, 15 puntate, dal 30 gennaio al 15 febbraio 1979.
- La guardia alla luna, di Massimo Bontempelli, regia di Marco Parodi, 21 marzo 1979.
- Splendore e morte di Jaoquìn Murieta, di Pablo Neruda, regia di Julio Zuloeta, 14 maggio 1979.
- Ippolita, di Alberto Denti di Pirajno, regia di Marco Parodi, puntata del 31 ottobre 1979.
- Mesdames de la Halle o Le signore del mercato, musica di Jacques Offenbach, direttore Peter Maag, 28 agosto 1981.
- Il naso, di Nikolaj Gogol', regia di Gianni Casalino, 14 maggio 1982.
- Pensaci, Giacomino!, di Luigi Pirandello, regia di Giacomo Colli, 21 maggio 1983.
- Quarto piano interno 9, di Tonino Pulci e Paola Pascolini, regia di Tonino Pulci, 20 puntate, dal 15 agosto al 9 settembre 1983.
- Il condominio, originale radiofonico di Sara Mamone e Siro Ferrone, regia di Beppe Navello, 10 ottobre 1984.
- Zafferanetta, dal racconto di Luigi Pirandello, regia di Marco Parodi, 26 ottobre 1984.
- Tirocinio, dal racconto di Luigi Pirandello, regia di Marco Parodi, 14 novembre 1984.
- Candelora, dal racconto di Luigi Pirandello, regia di Marco Parodi, 15 novembre 1984.
- La vendetta del cane, dal racconto di Luigi Pirandello, regia di Marco Parodi, 16 novembre 1984.
- Il pipistrello, dal racconto di Luigi Pirandello, regia di Marco Parodi, 19 novembre 1984.
- Servitù, dal racconto di Luigi Pirandello, regia di Marco Parodi, 20 novembre 1984.
- Uno di più, dal racconto di Luigi Pirandello, regia di Marco Parodi, 21 novembre 1984.
- Le tre carissime, dal racconto di Luigi Pirandello, regia di Marco Parodi, 22 novembre 1984.
- Roderick Hudson, dal romanzo di Henry James, regia di Massimo Scaglione, 18 puntate, dal 28 novembre al 21 dicembre 1984.
- I lauri senza fronde, dal romanzo di Édouard Dujardin, regia di Marco Parodi, 29 marzo 1985.
- Albertina, di Valentino Bompiani, regia di Lorenza Codignola, 21 gennaio 1989.
- Blu romantic, romanzo radiofonico di Alberto Gozzi, regia di Gianni Casalino, 65 puntate, dal 1 ottobre al 28 dicembre 1990.

## Teatro
- Un caso clinico, di Dino Buzzati, regia di Giacomo Colli, Torino, Teatro Gobetti, 17 marzo 1958.
- La giustizia, di Giuseppe Dessì, regia di Giacomo Colli, Torino, Teatro Gobetti, 12 gennaio 1959.
- L'ostaggio, di Brendan Behan, regia di Giovanni Moretti, 1960
- Don Giovanni involontario, di Vitaliano Brancati, regia di Gianfranco De Bosio, Torino, Teatro Gobetti, 28 novembre 1961.
- J. B., di Archibald MacLeish, regia di Franco Parenti, Torino, Teatro Gobetti, 5 gennaio 1962.
- Il berretto a sonagli, di Luigi Pirandello, regia di Franco Parenti, Torino, Teatro Gobetti, 7 febbraio 1962.
- La giara, di Luigi Pirandello, regia di Franco Parenti, Torino, Teatro Gobetti, 7 febbraio 1962.
- La Celestina, di Fernando de Rojas, regia di Gianfranco De Bosio, Milano, Teatro Nuovo, 15 marzo 1962.
- La sua parte di storia, di Luigi Squarzina, regia di Gianfranco De Bosio, Venezia, Teatro La Fenice, 26 settembre 1962.
- L’ufficiale reclutatore, di George Farquhar, regia di Gianfranco De Bosio e Franco Parenti, Torino, Teatro Carignano, 24 novembre 1962.
- La resistibile ascesa di Arturo Ui, di Bertolt Brecht, regia di Gianfranco De Bosio, Torino, Teatro Carignano, 18 dicembre 1962.
- Piovana, di Ruzante, regia di Giovanni Poli, Venezia, Teatro La Fenice, 19 settembre 1963.
- Il bugiardo, di Carlo Goldoni, regia di Gianfranco De Bosio, Torino, Teatro Carignano, 15 ottobre 1963.
- Apocalisse su misura, di Giorgio De Maria, regia di Roberto Guicciardini, Torino, Teatro Gobetti, 14 gennaio 1964.
- Storie di Arlecchino, da Carlo Goldoni, regia di Roberto Guicciardini, Acqui, Teatro Ariston, 23 marzo 1964.
- I testimoni, di Tadeusz Różewicz, regia di Carlo Quartucci, Ivrea, Teatro Giacosa, 6 novembre 1968.
- Notti astigiane, dall’Opera Jocunda di Giovan Giorgio Alione, regia di Gualtiero Rizzi, Asti, Teatro Alfieri, 6 Novembre 1969.
- Il Gelindo, dalla tradizione popolare piemontese, regia di Gualtiero Rizzi, Torino, Teatro Erba, 15 dicembre 1969.
- Ij nevod ’d Garibaldi, di Carlo Trabucco, regia di Gualtiero Rizzi, Torino, Teatro Erba, 30 aprile 1970.
- Ij pòrdiao, da I povercrist di Carlo Maria Pensa, regia di Gualtiero Rizzi, Torino, Teatro Gobetti, 11 novembre 1970.
- Il gioco dell’epidemia, di Eugène Ionesco, regia di Gualtiero Rizzi, Torino, Teatro Gobetti, 10 gennaio 1971.
- Turin ch’a bogia, spettacolo per marionette di Luigi Lupi IV, regia di Massimo Scaglione, Torino, Teatro Gobetti, 16 aprile 1971.
- I piccoli fastidi (I pcit fastidi), di Federico Garelli, regia di Massimo Scaglione, Teatro Carignano di Torino, 22 agosto 1974.
- La Venexiana, di ignoto veneto del Cinquecento, regia di Lorenzo Salveti, Cuneo, Teatro Toselli, 9 gennaio 1976.
- Amor circulus est bonus, elaborazione di Flavio Ambrosini e Vittorio Sermonti, regia di Lorenzo Salveti, Torino, Teatro Gobetti, 25 febbraio 1976.
- Nathan il saggio, di Gotthold Ephraim Lessing, regia di Mario Missiroli, Carmagnola, Salone San Filippo, 29 luglio 1976.
- El retablo de Cervantes, dagli Entremeses di Miguel de Cervantes, regia di Flavio Ambrosini, Torino, Cupole di via Artom, 21 dicembre 1976.
- Giromin a veul meriesse, di Dino Belmondo, regia di Massimo Scaglione, con Gipo Farassino, 1976
- Il bagno, di Vladimir Majakovskij, regia di Mario Missiroli, Torino, Teatro Gobetti, 11 gennaio 1977.
- Una losca congiura di Barbariccia contro Bonaventura, di Sto (Sergio Tofano), regia di Franco Passatore, Torino, Teatro Gobetti, 15 luglio 1979.
- Ma per fortuna è una notte di luna, di Ermanno Carsana, regia di Massimo Scaglione, Torino, Teatro Massaia-Borghiere, 10 maggio 1985
- Parlare da soli (monologhi di tutti i tempi), regia di Massimo Scaglione, compagnia Teatro delle Dieci, 1986
- ‘’La comedia dell'omo e dei soi cinque sentimenti’’, di Giovan Giorgio Alione, regia di Massimo Scaglione, Roma, Teatro Valle, 1 novembre 1986.
- Falstaff e le allegre comari, di Roberto Lerici, regia di Nucci Ladogana, Minturno, 22 luglio 1988.

## Discografia
- 1971 – Erminio Macario in Le miserie 'd monssù Travet, di Vittorio Bersezio, regia di Massimo Scaglione (Cetra, LPB 35039, LP)